# Andrej Hryc
Andrej Hryc est un acteur slovaque né le 30 novembre 1949 à Bratislava et mort le 31 janvier 2021 dans la même ville.

## Biographie
Andrej Hryc a joué dans plus de 50 films depuis 1976.

## Filmographie partielle
- 1998 : Rivers of Babylon
- 2010 : Habermann
- 2013 : Příběh
- 2013 : Colette